# Вања Станишић
Вања Станишић (Београд, 1961) српски је лингвиста и професор на Филолошком факултету у Београду. Бави се палеославистиком (упоредна граматика словенских језика), индоевропеистиком, историјом писма.

## Биографија
Станишићев отац, књижевник Светолик Станишић, писао је под псеудонимом Иван Студен.
Дипломирао је, магистрирао и докторирао на Филолошком факултету, на којем сада ради.
Најпре је радио у Балканолошком институту САНУ, а потом прешао на Београдски иниверзитет. Више година је радио на Универзитету за стране језике у Пекингу, као и на Ханкук универзитету за стране језике у Сеулу. Сарађује на пројектима Српске академије наука и уметности.

## Дела
Једини аутор
- Српско-албански језички односи, Балканолошки институт САНУ, књ. 59, Београд, 1995.[2]
- Увод у индоевропску филологију, Чигоја штампа, Београд, 2006.[3]
- Письмо между языком и культурой, Издательство Мир философии, Москва, 2018.
- Писмо између језика и културе, Издавачка кућа Логос, Београд, 2019.
- Ћирилички документи XVIII века из Боке которске, Савез славистичких друштава Србије. Публикације, Београд, 2020.

Прилози у зборницима
- "О реконструкцији праиндоевропског вокалског система и теорији о само једном вокалу", Српски језик II, 1-2, Београд, 1997.
- "Типолошка проблематика класификације система писма", Зборник Матице српске за филологију и лингвистику, XLV/1-2, Нови Сад, 2002.
- "О табуизацији назива миша на централном Балкану", Balcanica XXXII-XXXIII/2001-2002, Belgrade, 2003.
- "Диахронический обзор становления двух типов фонологических систем в славянских языках", Сравнительно-историческое исследование языков: современное состояние и перспективы. Сборник статей (сост. В. А. Кочергина), Издательство Московского университета, 2004.
- "Slavic digraphia in the context of the Old Slavic literacy", Serbische und kroatische Schriftlinguistik. Geschichte, Perspektiven und aktuelle Probleme (Hrsg. B. Brehmer & B. Golubović), Verlag Dr. Kovač, Hamburg, 2010.